# Гримшоу, Стюарт
Стюарт Иан Гримшоу (англ. Stuart Ian Grimshaw, 16 июня 1961, Окленд, Новая Зеландия) — новозеландский хоккеист (хоккей на траве), полевой игрок. Участник летних Олимпийских игр 1984 года.

## Биография
Стюарт Гримшоу родился 16 июня 1961 года в новозеландском городе Окленд.
Учился в университете Виктории в Веллингтоне, где получил степень бакалавра коммерции и менеджмента, и Мельбурнском университете, где стал магистром делового администрирования.
В 1984 году вошёл в состав сборной Новой Зеландии по хоккею на траве на летних Олимпийских играх в Лос-Анджелесе, занявшей 7-е место. Играл в поле, провёл 7 матчей, забил 1 мяч в ворота сборной Канады.
С 1983 года работает в банковской сфере Австралии и Новой Зеландии, занимал ряд руководящих должностей.